# دارا ترزیچ اشتریچ
دارا ترزیچ اشتریچ (به انگلیسی: Dara Terzić Šterić) ژیمناست زادهٔ ۲۲ دسامبر ۱۹۷۰ میلادی اهل کشور یوگسلاوی است.